# Абрахам Мінчин

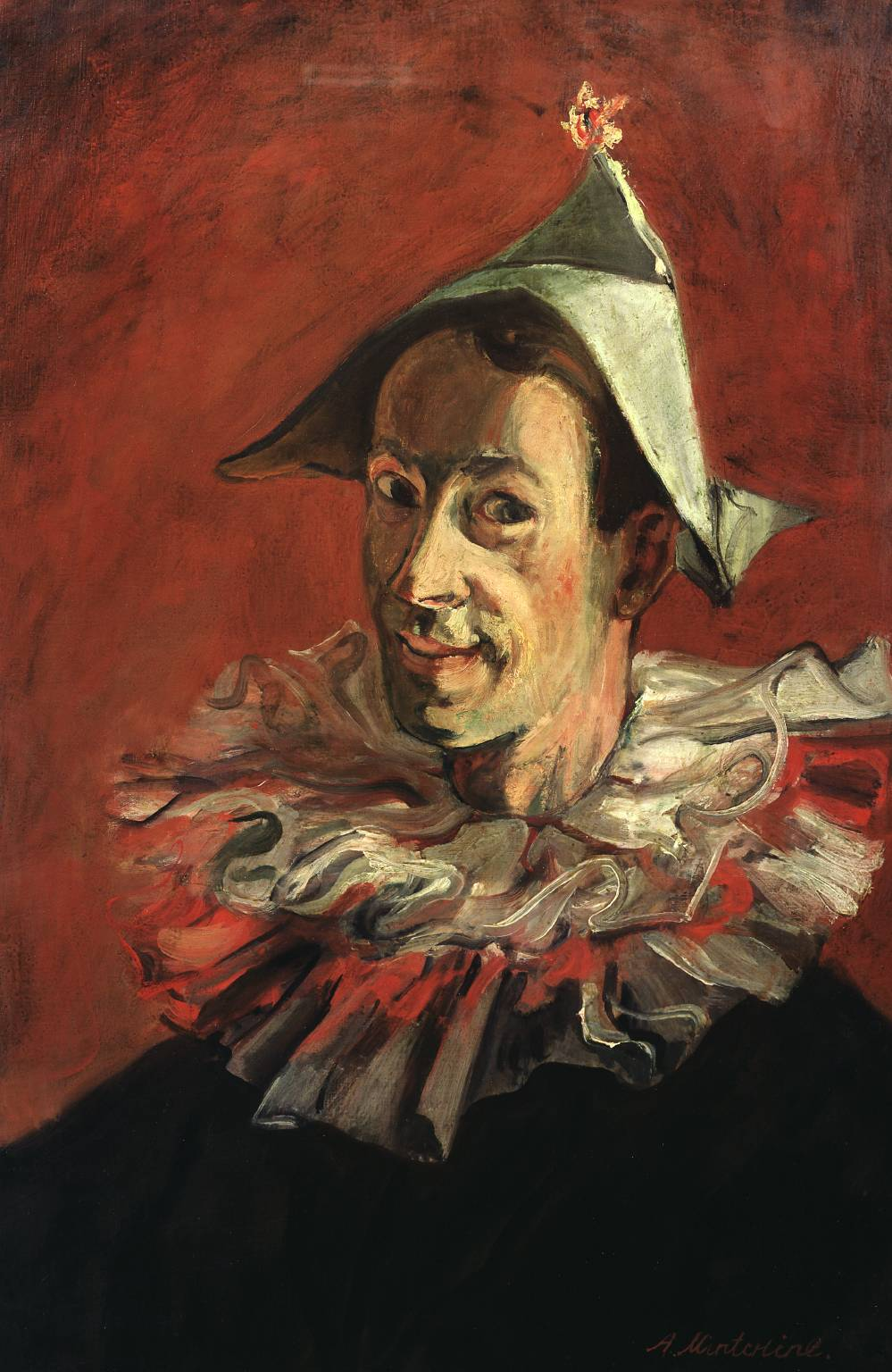
Портрет художника в костюмі Арлекіна

Абраха́м Мі́нчин  (фр. Abraham Mintchine; 4 квітня 1898, Київ — 25 квітня 1931, Ла-Гард, Франція) — українсько-французький художник єврейського походження.

## Біографія
Народився в єврейській сім'ї. Навчався в Київському художньому училищі (разом з Йосипом Вайсблатом, Олександром Тишлером) та у Олександри Екстер.
З 1923 мешкав у Берліні, бул сценографом в Єврейському театрі.
1926 переїхав до Парижу, товаришував із Марком Шагалом, Сутіним, Ларіоновим, Гончаровою. Перша персональна виставка — 1929. Помер від серцевого нападу.

## Виставки та творчість
Був прихільником кубізму та французького експресіонізму, близького до творів Хаїма Сутіна та Мане-Каца (Еммануель Кац, 1894—1962).
Роботи експонувались в Лондоні, Глазго, Нью-Йорці, Бергамо, Мілані, Римі, Хайфі.
Велика ретроспективна виставка пройшла 2000 року в паризькому Монпарнаському Музеї, в 2004 — в галереї Мікеланджело в Бергамо.